# Odkuwka
Odkuwka – produkt końcowy uzyskiwany w procesie plastycznego kształtowania metali. W zależności od rodzaju technologii obróbki plastycznej odkuwka może być: matrycowa (uzyskana w procesie kucia matrycowego) lub swobodna (uzyskana w procesie kucia swobodnego). Produkt końcowy procesu walcowania również może być nazwany odkuwką. Materiał wsadowy, z którego powstaje odkuwka, nazywany jest przedkuwką.